# Mervyn Finlay

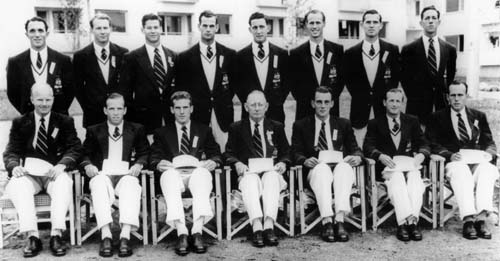
Finlay (hintere Reihe, 3. v. r.) im olympischen Ruderteam von 1952

Mervyn David Finlay (* 17. Juni 1925 in Sydney; † 2. Juli 2014 ebenda) war ein australischer Ruderer und Jurist.

## Leben und Wirken
Mervyn David Finlay war der Sohn des Anwalts Mervyn Finlay und dessen Frau Marjorie, geb. Kirkwood. Während er die Sydney Grammar School besuchte, begann er das Rudern zu trainieren. Nach der Schulzeit wurde er bei der Royal Australian Air Force ausgebildet und kurz vor Ende des Zweiten Weltkriegs zum Flying Officer befördert. Im Anschluss an den Militärdienst studierte er Rechtswissenschaften an der University of Sydney, wo er sich im Hochschulsport erfolgreich als Ruderer und Leichtathlet betätigte. 1950 nahm er im Achter an Ruderwettkämpfen bei den Christchurch Centenary Games und Kings Cups teil. Nach dem Studium arbeitete er in der Kanzlei seines Vaters und erhielt 1952 seine Zulassung als Rechtsanwalt.
Bei den Olympischen Sommerspielen 1952 in Helsinki gewann er mit dem australischen Männer-Achter auf Platz 6 sitzend die Bronzemedaille hinter den Mannschaften der USA und der Sowjetunion. Finlay ruderte für den Leichhardt Rowing Club aus Sydney. Vor seiner Ruderkarriere gewann er außerdem die Meisterschaften von New South Wales als Läufer über 880 Yards.
Finlay war 20 Jahre als Junioranwalt tätig und anschließend 12 Jahre als Kronanwalt. Von 1984 bis 1995 war er Mitglied am Supreme Court of New South Wales. Bis zu seinem 80. Lebensjahr übernahm er weiterhin juristische Aufgaben im öffentlichen Interesse, unter anderem als Inspektor bei der Police Integrity Commission von New South Wales.
Finlay verstarb 2014. Er hinterließ seine Ehefrau, mit der er seit 1955 verheiratet gewesen war, und vier erwachsene Kinder.